# Список персонажей Higurashi no Naku Koro ni
В данном списке приведена информация о персонажах визуальных романов серии Higurashi no Naku Koro ni и их аниме-экранизаций. Построение имён персонажей в статье приведено согласно европейской, а не азиатской традиции, по которой фамилии следуют после имён.

## Главные герои

Главные герои произведения на плакате к игре Higurashi no Naku Koro ni Ho, в заднем ряду слева направо: Рэна, Ханю, Сатоси, Сатоко, Сион, Мион и Кэйити, на переднем плане Рика

Кэйити Маэбара (яп. 前原圭一 Маэбара Кэйити) — харизматичный парень, за пару месяцев до событий игр переехавший в Хинамидзаву из-за проблем в предыдущей школе. Главный герой первых трёх арок аниме. Оказывается единственным парнем в компании школьного игрового клуба. Упорный, рациональный, не пасует перед возникающими трудностями.
Сэйю: Соитиро Хоси
Рэна Рюгу (яп. 竜宮レナ Рю:гу: Рэна, (настоящее имя: Рэйна Рюгу (яп. 竜宮 礼奈 Рю:гу: Рэйна))) — девочка из класса Кэйити, переехавшая на год раньше него. Имеет страсть ко всему, что кажется ей прелестным, и сразу хочет унести это домой, с этим связана коронная фраза «Какая прелесть, хочу забрать домой!». Характерной особенностью является удвоение в речи частиц «ka na» (примерно переводящихся как «не так ли?»). Свободное время проводит на деревенской свалке, расположенной на месте строительства дамбы. Среди найденных на ней трофеев — секач-дровокол. Тихая девочка, страдающая от развода родителей. Очень деликатна в вопросах доверия.
Сэйю: Маи Накахара
Мион Сонодзаки (яп. 園崎魅音 Сонодзаки Мион) — староста класса Кэйити и президент школьного игрового клуба. Будущая глава семьи. Заводила, живёт с бабушкой и слушается её во всем. Ей тяжело общаться с сестрой. Готова была рискнуть своей жизнью во имя спасения остальных. Влюблена в Кэйити, но боится признаться ему в этом. Происходит из семьи местной мафии.
Сэйю: Сацуки Юкино
Сион Сонодзаки (яп. 園崎詩音 Сонодзаки Сион) — младшая сестра-близнец Мион. Их можно отличить по предпочтениям в одежде и, как утверждают герои сериала, по абсолютно разным характерам, Сион заметно более женственна, чем её сестра, но в то же время более жестока и вспыльчива. Они нарочно тайно меняются местами, что доставляет окружающим массу хлопот. Сион живёт отдельно от Мион в близлежащем городке Окиномия. Влюблена в Сатоси.
Сэйю: Сацуки Юкино
Сатоко Ходзё (яп. 北条沙都子 Хо:дзё: Сатоко) — сирота, три года назад потерявшая родителей, тётю и родного брата из-за проклятия Оясиро-сама. Её родители были во главе движения за постройку дамбы, за что их затравило большинство выступающих против дамбы. Дети эту тему стараются не поднимать. Живёт с Рикой, но только до тех пор, пока не приедет её дядя, после чего она переезжает к нему и денно и нощно работает, лишь бы не рассердить тяжёлого на руку родственника. В такие дни она не посещает школу. Её талант — устраивать ловушки, засады и розыгрыши. Отчаянно надеется на возвращение брата.
Сэйю: Мика Канаи
Сатоси Ходзё (яп. 北条悟史 Хо:дзё: Сатоси) — старший брат Сатоко, пытавшийся защитить её от издевательств собственных дяди и тёти. Попал в больницу после приступа одержимости синдромом Хинамидзавы.
Сэйю: Ю Кобаяси
Рика Фурудэ (яп. 古手梨花 Фурудэ Рика) — главный жрец храма Фурудэ, единственная оставшаяся в живых представительница своего клана. Она принимает ограниченное участие в принятии решений деревенского совета, в основном лишь выслушивая выдвигаемые на нём предложения. Уверенная в себе, спокойная и заботливая. Сирота. Общается, обращаясь по имени. Коронной фразой является «Нипа-а». Из сотен реинкарнаций Рики Фурудэ появилась личность Фредерики Бернкастель, являющаяся одним из центральных персонажей визуальной новеллы и аниме Umineko no Naku Koro ni.
Сэйю: Юкари Тамура
Ханю (яп. 羽入 Ханю:) — Оясиро-сама. Именно она откатывает время для предотвращения гибели Рики. Сначала её может видеть только Рика, но позже она из призрака предстает в человеческом обличии и вступает в игровой клуб. Причём у всех ребят ощущение, что она с ними уже была. Довольно стеснительная и трусливая, долгое время боялась вмешиваться в происходящие события, лишь раз за разом морально поддерживая Рику и прося прощения у героев, регулярно попадающих в различные трагические ситуации.
Сэйю: Юи Хориэ

## Исследовательская лаборатория Ириэ
Миё Такано (яп. 鷹野三四 Такано Миё, (настоящее имя: Миёко Танаси (яп. 田無美代子 Танаси Миёко))) — медсестра местного исследовательского центра. В детстве потеряла родителей и отправилась в приют, но вскоре сбежала и напросилась к Хифуми Такано, ставшему ей опекуном. Помогала ему написать работу о синдроме Хинамидзавы. После критики работы она, разозлившись, решила доказать правильность теории своего опекуна.
Сэйю: Мики Ито
Кёсукэ Ириэ (яп. 入江京介 Ириэ Кё:сукэ) — главный врач исследовательского центра Хинамидзавы. Ищет лекарство от синдрома Хинамидзавы. Как оказалось, держал в нижних этажах больницы Сатоси, брата Сатоко, пытаясь излечить его запущенную болезнь.
Сэйю: Тосихико Сэки
Дзиро Томитакэ (яп. 富竹ジロウ Томитакэ Дзиро:) — фотограф из Токио, приезжающий в деревню несколько раз в год.
Сэйю: Тору Окава
Оконоги (яп. 小此木) — глава «Ямаину» — вооружённой охраны клиники Ириэ.
Сэйю: Кэн Нарита (игры), Дзюрота Косуги (аниме)

## Правоохранительные органы
Кураудо Оиси (яп. 大石蔵人 О:иси Кураудо) — офицер полиции Окиномии, расследует все преступления, совершенные на празднике Ватанагаси.
Сэйю: Тяфурин
Мамору Акасака (яп. 赤坂衛 Акасака Мамору) — офицер Токийского департамента полиции.
Сэйю: Дайсукэ Оно
Кацуя Кумагай (яп. 熊谷勝也 Кумагай Кацуя) — офицер полиции Окиномии, помощник Оиси.
Сэйю: Такуо Кавамура
Томоэ Минаэ (яп. 南井巴 Минаэ Томоэ) — офицер полиции, занимающаяся расследованием «катастрофы Хинамидзавы». Впервые появляется в Higurashi no Naku Koro ni Kizuna.
Сэйю: Нана Иноуэ
Мадока Минаэ (яп. 南井まどか Минаэ Мадока) — младшая сестра Томоэ, помогающая ей в расследовании. Впервые появляется в Higurashi no Naku Koro ni Kizuna.
Сэйю: Асами Симода
Синго Фудзита (яп. 藤田慎吾 Фудзита Синго) — офицер департамента полиции Какиути, помогающий в расследовании Минаэ Томоэ. Впервые появляется в Higurashi no Naku Koro ni Kizuna.
Сэйю: Сусуму Тиба
Сиро Ханада (яп. 花田史郎 Ханада Сиро:) — подчинённый Минаэ Томоэ, тайный информатор «Токио». Впервые появляется в Higurashi no Naku Koro ni Kizuna.
Сэйю: Дзюндзи Мадзима
Каору Ямаоки (яп. 山沖薫 Ямаоки Каору) — глава департамента полиции Какиути. Впервые появляется в Higurashi no Naku Koro ni Kizuna.
Сэйю: Норио Вакамото

## Клан Сонодзаки
Орё Сонодзаки (яп. 園崎お魎 Сонодзаки Орё:) — глава клана Сонодзаки, бабушка Мион и Сион, мать Аканэ. Фактическая правительница Хинамидзавы.
Сэйю: Сидзука Окохира
Аканэ Сонодзаки (яп. 園崎茜 Сонодзаки Аканэ, (имя при рождении отличается иероглифом, но читается так же: Аканэ Сонодзаки (яп. 園崎蒐))) — мать Мион и Сион. Была лишена права унаследовать руководство кланом и собственного имени, содержащего часть каны «демон», из-за конфликта с Орё, связанного с выбором жениха. Активно принимает участие в делах клана.
Сэйю: Кикуко Иноуэ
Тацуёси Касай (яп. 葛西辰由 Касай Тацуёси) — телохранитель Сион, бывший боевик-якудза при клане Сонодзаки.
Сэйю: Фумихико Татики
Ёсиро Сонодзаки (яп. 園崎善郎 Сонодзаки Ёсиро:) — дядя Мион и Сион, владелец ресторана «Angel Mort».
Сэйю: Мицуру Огата
Мао Сонодзаки (яп. 園崎魔央 Сонодзаки Мао) — прародительница клана Сонодзаки.
Сэйю: Марина Иноуэ

## Клан Кимиёси
Киитиро Кимиёси (яп. 公由喜一郎 Кимиёси Киитиро:) — глава клана Кимиёси. Староста деревни Хинамидзава, обладающий властью лишь формально.
Сэйю: Масааки Цукада
Нацуми Кимиёси (яп. 公由夏美 Кимиёси Нацуми) — дальняя родственница главы клана, впервые появляется в Higurashi no Naku Koro ni Kizuna.
Сэйю: Каори Мидзухаси
Тодзи Кимиёси (яп. 公由冬司 Кимиёси Тодзи) — отец Нацуми, впервые появляется в Higurashi no Naku Koro ni Kizuna. Помогает дочери скрывать следы убийства бабушки.
Сэйю: Кэйдзи Фудзивара
Харуко Кимиёси (яп. 公由春子 Кимиёси Харуко) — мать Нацуми, впервые появляется в Higurashi no Naku Koro ni Kizuna. Помогает дочери скрывать следы убийства бабушки.
Сэйю: Акико Хирамацу
Аки Кимиёси (яп. 公由あき Кимиёси Аки) — бабушка Нацуми, впервые появляется в Higurashi no Naku Koro ni Kizuna.
Сэйю: Икуко Тани
Сино Кимиёси (яп. 公由志乃 Кимиёси Сино) — прародительница клана Кимиёси.
Сэйю: Ай Маэда

## Клан Фурудэ
Ока Фурудэ (яп. 古手桜花 Фурудэ О:ка) — дочь Ханю и Фурудэ Рику, прародительница клана и первый жрец Оясиро-сама, проведший истинную церемонию Ватанагаси на собственной матери.
Сэйю: Юкари Тамура
Рику Фурудэ (яп. 古手陸 Фурудэ Рику) — муж Ханю. 
Сэйю: Томокадзу Сэки
Мать Рики. Препятствовала проведению опытов над дочерью, из-за чего была убита Миё Такано. 
Сэйю: Саяка Охара
Отец Рики. Жрец храма, защищавший семью Ходзё во время протестов о строительстве дамбы. Стал жертвой «проклятия Оясиро-сама» третьего года.
Сэйю: Юсэй Ода

## Клан Ходзё
Тэппэй Ходзё (яп. 北条鉄平 Хо:дзё: Тэппэй) — дядя Сатоси и Сатоко. После гибели жены стал сообщником Рины Мамии. 
Сэйю: Кацухиса Хоки
Тамаэ Ходзё (яп. 北条玉枝 Хо:дзё: Тамаэ) — жена Тэппэя. За издевательства над Сатоко убита Сатоси в четвёртый год «проклятия Оясиро-сама».
Сэйю: Вакако Мацумото

## Прочие персонажи
Номура (яп. 野村) — связной организации «Токио», подталкивающий Миё Такано к осуществлению «плана № 34».
Сэйю: Риэ Танака
Коидзуми (яп. 小泉) — бывший военный, член «Токио», способствовавший открытию лаборатории Ириэ. Друг Хифуми Такано.
Сэйю: Ёку Сиоя
Хифуми Такано (яп. 高野 一二三 Такано Хифуми) — учёный, открывший «синдром Хинамидзавы». Приёмный отец Миё Такано.
Сэйю: Кадзуми Танака
Акира Тодо (яп. 藤堂暁 То:до: Акира) — возлюбленный Нацуми Киёмиси. Появляется впервые в Higurashi no Naku Koro ni Kizuna.
Сэйю: Сатоси Хино
Тисато Саэки (яп. 佐伯千紗登 Саэки Тисато) — подруга детства Акиры Тодо. Появляется впервые в Higurashi no Naku Koro ni Kizuna.
Сэйю: Эри Китамура
Тамако Макимура (яп. 牧村珠子 Макимура Тамако) — подруга детства Акиры Тодо. Появляется впервые в Higurashi no Naku Koro ni Kizuna.
Сэйю: Юкари Фукуи
Рина Мамия (яп. 間宮リナ Мамия Рина) — сообщница Тэппэя Ходзё, занимавшаяся вымогательством у состоятельных одиноких мужчин.
Сэйю: Миса Ватанабэ
Румико Тиэ (яп. 知恵留美子 Тиэ Румико) — школьная учительница в Хинамидзаве. Страстно любит карри. Является пародией на персонажа визуального романа Tsukihime Сиэль.
Сэйю: Фумико Орикаса
Коити Камэда (яп. 亀田 幸一 Камэда Ко:ити) — подающий надежды игрок в бейсбол из «Титанов Окиномии». Друг Кэйити.
Сэйю: Кадзунари Танака
Итиро Маэбара (яп. 前原伊知郎 Маэбара Итиро:) — отец Кэйити, профессиональный художник.
Сэйю: Ясунори Мацумото
Сатоси Цукада (яп. 塚田理 Цукада Сатоси) — одноклассник Томоэ Минаэ, работающий в Министерстве здравоохранения. Впервые появляется в Higurashi no Naku Koro ni Kizuna.
Сэйю: Юити Накамура